# Johann Sebastian Pfauser

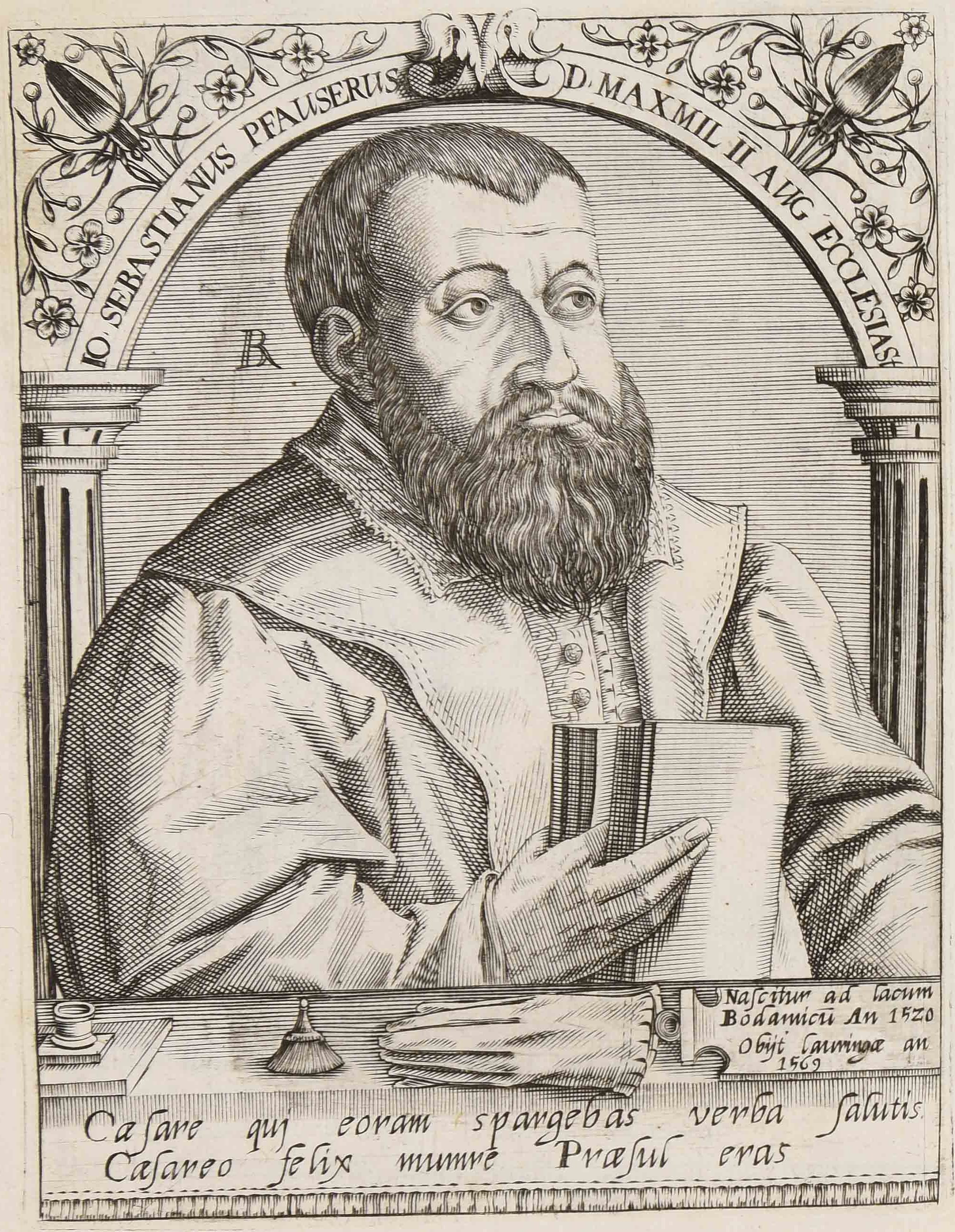
Johann Sebastian Pfauser

Johann Sebastian Pfauser, auch Johann Phauser, (* 1520 vermutlich in Konstanz; † 6. Juni 1569 in Lauingen) war ein lutherischer Theologe, Hofprediger in Wien und Superintendent in Lauingen.

## Leben
Pfauser war Hofprediger Kaiser Maximilians II. Durch seinen Einfluss wurde Maximilian angeleitet, von rein katholischen Bräuchen abzulassen, evangelische Literatur zu lesen und abzulehnen, das Abendmahl nach katholischem Ritus zu empfangen. Maximilian trat jedoch nicht zum protestantischen Glauben über.
Er stand in Kontakt mit Heinrich Bullinger und trat in öffentlichen Disputationen Petrus Canisius gegenüber.